# Ferdinando Tacconi
Fredinando Tacconi (Milano, 27. prosinca 1922. – Milano, 11. svibnja 2006.) bio je talijanski ilustrator stripa.
Tacconi je rođen u Milanu. Diplomirao je primijenjenu umjetnost u Castellu Sforzescu. Nakon suradnje kao ilustrator časopisa Grazia i Confidenze, Tacconi je nakon drugog svjetskog rata ušao u polje stripa, debitirajući u strip serijalu Sciuscià i kasnije radeći na brojnim stripovima u Italiji, Francuskoj i Velikoj Britaniji.
Njegova glavna djela uključuju Gli Aristocratici, kojeg je stvarao zajedno s Alfredom Castellijem, L'uomo del Deserto, L'uomo di Rangoon, Dylan Dog i Nick Raider. Često je radio za Il Giornalino gdje je zajedno s Ginom D'Antoniom stvarao serije Susanna i Uomini senza gloria.

## Vanjske poveznice
- Entry at Comiclopedia
- Tacconi artwork on-line
- Bio of Tacconi  Arhivirana inačica izvorne stranice od 27. veljače 2021. (Wayback Machine)